# British Caledonian

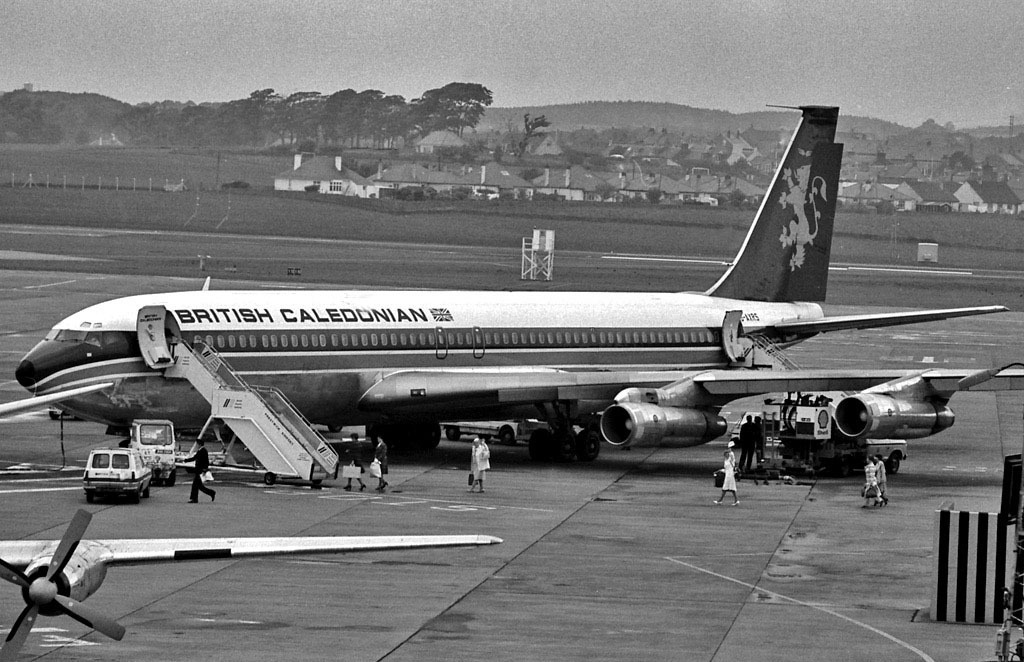
British Caledonian Boeing 707

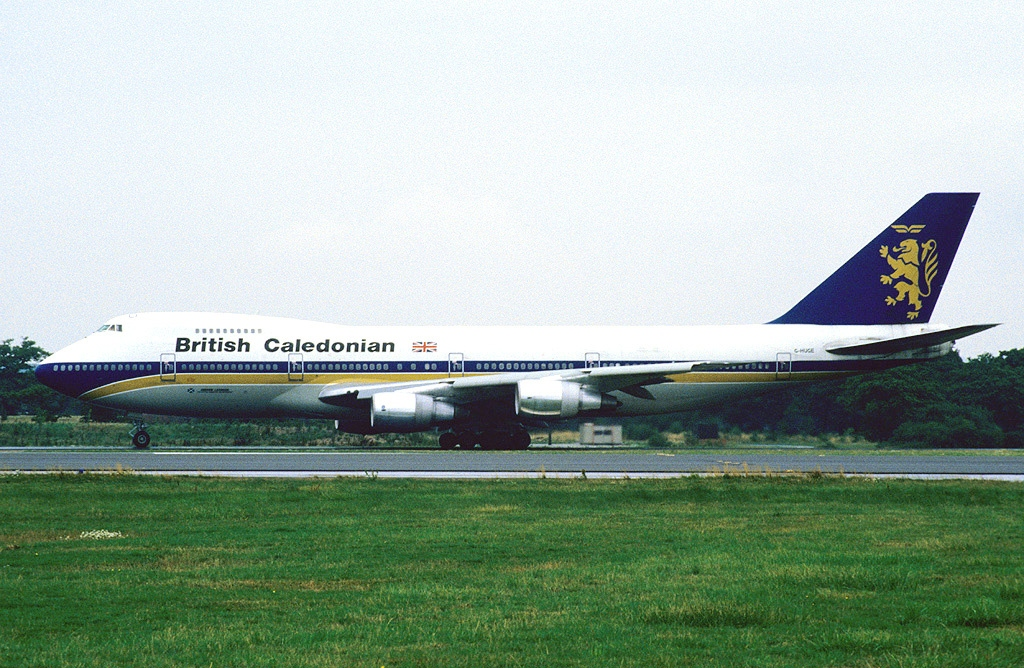
Boeing 747

British Caledonian (BCal) was een Britse luchtvaartmaatschappij en de grootste particuliere concurrent van staatsbedrijf British Airways. BCal ontstond in november 1970 door een fusie tussen de Schotse maatschappij Caledonian Airways en British United Airlines op dat moment de tweede maatschappij van Groot-Brittannië. BCal ging de concurrentie aan met de gevestigde staatsbedrijven, British European Airways (BEA) en British Overseas Airways Corporation (BOAC), die ongeveer 90% van de lijndiensten verzorgden.

## Oprichting
In mei 1969 kwam het Edwards-comité - een werkgroep die door de Britse overheid was opgericht om de toekomst van de Britse luchtindustrie te bestuderen - met het advies een twee grote luchtvaartmaatschappij. Deze maatschappij moest een tegenwicht vormen voor de toenmalige staatsluchtvaartmaatschappijen BOAC en BEA die korte tijd later zijn samengegaan als British Airways. Op 30 november 1970 was de fusie een feit en ging BCal van start.

### British United Airlines
In 1960 werd British United Airlines (BUA) gevormd door de fusie van Airwork en Hunting Clan. In 1961 was het de eerste klant voor de BAC One-Eleven met een order voor 10 exemplaren. Later werd de Vickers VC-10 toegevoegd voor bestemmingen in Zuid-Amerika.Vanaf de thuisbasis London Gatwick Airport werden diensten onderhouden in eigen land, Europa, Zuid-Amerika en Afrika. Na tien jaar behoorde BUA tot de grootste particuliere luchtvaartmaatschappijen in Europa, maar het had grote moeite zich staande te houden tussen de grotere luchtvaartmaatschappijen in staatshanden.

### Caledonian Airways
In 1961 begon deze maatschappij met chartervluchten met een voormalige DC-7 van Sabena. In 1964 was de vloot gegroeid naar vier DC-7s en drie Bristol Britannias en vloog hiermee over de Atlantische Oceaan en naar het Verre Oosten. In januari 1968 was het een van de eerste die vloog met de Boeing 707. In 1970 wilde Caledonian niet langer alleen afhankelijk zijn van charterdiensten en had de ambitie geregelde diensten naar Noord-en Zuid-Amerika te starten. De DC-7s waren inmiddels allemaal vervangen door Boeing 707s.

## British Caledonian
De twee maatschappijen besloten in 1970 te fuseren om samen sterker te staan tegenover British Airways. Caledonian nam in november 1970 BUA over en ze opereerden een jaar onder de naam Caledonian/BUA tot in november 1971 BCal werd geïntroduceerd.
In het eerste jaar vervoerde het al 2,6 miljoen passagiers. Het netwerk bestond uit nationale bestemmingen, luchthavens in Europa maar ook steden in Noord- en Zuid-Amerika en Afrika. Om een uitgebreid netwerk op te zetten werden de nieuwste vliegtuigen, zowel met smalle als brede romp aangeschaft. De oliecrisis in 1973 remde de groei en bracht het bedrijf in moeilijkheden. Na het financiële herstel werd in 1979 ook de aanschaf van Concordes overwogen voor diensten naar West-Afrika en Zuid-Amerika, dit plan werd vanwege de brandstofkosten afgeblazen. In april 1978 introduceerde BCal als eerste de businessclass onder het "Executive"-label. De maatschappij was zeer succesvol in 1984 en 1985, het rapporteerde een winst vóór belastingen van £17 miljoen en £24 miljoen respectievelijk.
In de jaren tachtig van de twintigste eeuw werd een aantal routes aan British Airways toebedeeld en door het uitbreken van de Falklandoorlog (1982) verloor ze ook de winstgevende route naar Buenos Aires. In 1986 volgden Amerikaanse bombardementsvluchten op Libië en de kernramp van Tsjernobyl waardoor veel Amerikanen besloten niet naar het buitenland te gaan. Tot slot was er een staatsgreep in Nigeria waardoor de winstgevende bestemming Lagos ook met fors lagere passagiersaantallen kampte. De resultaten kelderden en in 1986 leed het een verlies vóór belastingen van £19,3 miljoen. Door deze ontwikkelingen keerde BCal terug op de chartermarkt, maar de maatschappij was financieel al te veel verzwakt. 

## Overname door British Airways
In 1987 bood Scandinavian Airlines System (SAS) £110 miljoen voor een aandelenbelang van 26% in BCal. British Airways had eerst, nog voor het bod van SAS, £200 miljoen geboden voor heel BCal, maar na een verhoging tot £250 miljoen werd dit bod door de aandeelhouders geaccepteerd. British Caledonian hield officieel op te bestaan op 14 april 1988. De resultaten van BCal werden reeds vanaf 1 januari 1988 geconsolideerd in de resultaten van British Airways. Vanaf dat moment werd de vloot van BCal, bestaande uit vijf Boeing 747s, 13 BAC One-Elevens en acht Douglas DC-10s, overgespoten en ingericht als British Airways toestellen. British Airways kreeg hiermee ook landingsrechten van BCal op Gatwick in handen wat de problemen op een overvol Heathrow deed verminderen.